# Blood Feud
«Blood Feud», llamado «Sangrienta enemistad» en España y «Sangre nueva» en Hispanoamérica, es un capítulo perteneciente a la segunda temporada de la serie animada Los Simpson, emitido originalmente el 11 de julio de 1991. El episodio fue escrito por George Meyer y dirigido por David Silverman.

## Sinopsis
Todo comienza cuando el Sr. Burns cae enfermo y necesita urgentemente una donación de sangre. Homer descubre que Burns tenía un tipo de sangre muy poco común, pero Bart también lo tiene. Después de enterarse de este detalle, Homer le dice a Bart que le done sangre a Burns, ya que al hacerlo recibirían, seguramente, una enorme recompensa por parte del multimillonario. 
Sin embargo, el Sr. Burns no le manda más recompensa a la familia que una simple carta de agradecimiento. Homer, muy furioso, le escribe una carta de respuesta, insultando a su jefe, pero Marge lo convence a último minuto de que no mande esa carta. Pese a esto, Bart manda la carta pensando que eso era lo que su padre quería. 
Homer, asustado ante el hecho de ser despedido, quiere recuperar la carta de cualquier forma. Lo primero que se le ocurre es llenar el buzón de correo de agua, pero el cartero se lo impide. Entonces, se dirige a la oficina de correos, pero no recuerda el apellido del Sr. Burns; finalmente acude a la oficina de Burns pretendiendo robar la carta pero no logra evitar que el anciano lea la carta llena de insultos.
Burns, ofendido, contrata a unos matones para que le den una paliza a Homer, pero Smithers logra evitar los golpes, ya que le dice al matón que Homer y su familia le habían salvado la vida a Burns. 
Smithers, minuciosamente, convence a Burns de recompensar a los Simpson por la sangre debidamente. Para hacerlo, le da Homer su primer libro (¿Encontré un arcoíris?) y a Bart le regala una gran cabeza olmeca, que le había costado veinte mil dólares. A Bart le fascina la cabeza, pero Homer la aborrece, alegando que no servía para nada.